# Надькалло
На́дькалло (венг. Nagykálló) — город в медье Сабольч-Сатмар-Берег в Венгрии. Впервые упоминается в 1274 году.

## История
Надькалло уже был oppidum (рыночный город) в 14 веке. Его название, вероятно, происходит от старого слова kálló, означающего «место сбора». Надь означает «большой»; Этот префикс использовался, чтобы различать Надькалло и соседний Кишкалло («маленький Калло»), который позже стал частью Надькалло.
В 1315 году король Чарльз Роберт предоставил городу права на проведение рынка, позже здесь были проведены советы графств, и город стал центром региона. После того, как турки сожгли город в 1556 году, жители построили каменный замок для обороны. В 1603 году Иштван Бокскай поселил Хайдук в городе. После его смерти они переехали в Хайдубёсёрмены, но Надькалло оставался важным промышленным центром. Это была собственность семьи Каллай де Надькалло.
В 1630 году Георгий I Ракоци занял город и издал здесь Прокламацию независимости. Франциск II Ракоци напал на замок 29 июля 1703 года (первое сражение войны за свободу) и занял его на следующий день. В 1704 году он приказал разрушить замок (он был разрушен позже, в 1709 году). В 1747 году город стал административным центром округа Сабольч, но в 1867 году эту роль взял на себя Ньиредьхаза. В 1989 году Надькалло снова получил статус города.
Город занимает площадь 68,55 км², там проживает 10 043 жителя (по данным 2010 года). По данным 2001 года, почти 97 % жителей города — венгры, 3 % — цыгане.

## Расположение
Город расположен примерно в 11 км к юго-востоку от центра города Ньиредьхаза. В городе есть железнодорожная станция.

## Достопримечательности
- Главная площадь с протестантской церковью, старым уездным залом и Свободой
- Мемориал тысячелетия (1896)
- Протестантская церковь, построенная около 1710 года: её колокольня, башня Ракоци (60 м, одно из самых высоких зданий на Великой Венгерской равнине), была построена из камней разрушенного замка
- Римско-католическая церковь (18 век, позднее барокко)
- Греко-католическая церковь (18 век, старейшее здание города)
- Еврейские кладбища
- Могила великого ребе Ицхака Исаака Каливского, храм, посещаемый ортодоксальными евреями
- Городской музей
- Кораний, Фригис фон Мемориальный дом Фригие Короньи
- Харангод: усадьба недалеко от Надькалло. Согласно местной легенде во время монгольского вторжения в Венгрию (середина 13-го века) жители деревни бежали из Надькалло, чтобы избежать монгольских полчищ, и по настоянию своего священника они взяли с собой церковный колокол, чтобы он не был разрушен, когда монголы сожгли деревню, но случайно уронили его в болота за городом. Они не смогли его спасти, но позже, когда они вернулись в город, говорят, что иногда они слышали звук звонящий издалека. (Название Харангод на венгерском означает «твой колокол»; в легенде люди сказали священнику, услышав звук колокола с болот: «слушай, отец, это твой колокол».)
- Гора Голода: холм высотой 12 м со смотровой башней на вершине. Согласно местной легенде, он был построен в 1780 году, когда люди, страдающие от голода, попросили своего помещика Ференца Каллая дать им еду, и он сказал, что будет, если они будут строить этот холм для него в качестве интереса.
- Курорт Надькалло

## Население
| Год  | Численность | Численность |
| ---- | ----------- | ----------- |
| 2013 | 9469        | [ 4 ]       |
| 2014 | 9402        | [ 5 ]       |
| 2018 | 9214        | [ 6 ]       |
| 2021 | 9098        | [ 7 ]       |
| 2022 | 9259        | [ 8 ]       |
| 2023 | 9134        | [ 9 ]       |
| 2024 | 9033        | [ 1 ]       |

## Города-побратимы
- Метцинген, Германия